# Mohammed Abukhousa
Mohammed Abukhousa (in arabo محمد أبو خوصة‎?; 30 dicembre 1992) è un velocista palestinese.
Ha rappresentato il proprio stato nel corso dei Giochi olimpici di Rio de Janeiro 2016.

## Record nazionali
- 60 metri piani indoor: 6"77 ( Doha, 19 febbraio 2016)
- 100 metri piani: 10"55 ( Strasburgo, 6 luglio 2014)
- 200 metri piani: 21"26 ( Colmar, 13 giugno 2014)

## Palmarès
| Anno | Manifestazione             | Sede           | Evento      | Risultato   | Prestazione | Note                                     |
| ---- | -------------------------- | -------------- | ----------- | ----------- | ----------- | ---------------------------------------- |
| 2013 | Mondiali                   | Mosca          | 100 m piani | Preliminare | 10"87       | Record nazionale                         |
| 2014 | Giochi asiatici            | Incheon        | 100 m piani | Batteria    | 10"80       |                                          |
| 2015 | Mondiali                   | Pechino        | 200 m piani | Batteria    | 21"36       | Miglior prestazione personale stagionale |
| 2016 | Campionati asiatici indoor | Doha           | 60 m piani  | 7º          | 6"89        |                                          |
| 2016 | Mondiali indoor            | Portland       | 60 m piani  | dns         | dns         |                                          |
| 2016 | Giochi olimpici            | Rio de Janeiro | 100 m piani | Batteria    | 11"89       |                                          |
| 2017 | Campionati arabi           | Radès          | 100 m piani | Batteria    | 10"99       |                                          |